# Nekrolog 1405
Nekrolog
◄◄
| ◄
| 1401
| 1402
| 1403
| 1404
| 1405 | 1406 | 1407 | 1408 | 1409 | ► | ►►
Weitere Ereignisse | Allgemeiner Nekrolog 1405
Die Beschreibung der verstorbenen Person sollte so kurz wie möglich gehalten sein und nur deren signifikante Tätigkeit(en) enthalten.
Neue Namen ggf. auch unter dem Geburts- und Sterbedatum, also etwa unter 1. Januar und im Geburts- und Sterbejahr (2024) eintragen (nur bei entsprechender großer Wichtigkeit). Für Beispiele siehe die schon vorhandenen Artikel.
Außerdem über die fünf zuletzt Verstorbenen, zu denen es einen ausreichend guten Artikel für eine Präsentation auf der Hauptseite gibt, nach der todesbedingten Überarbeitung der Artikel ggf. auch unter Wikipedia Diskussion:Hauptseite informieren und sie am besten auch in den anderen Wikipedia-Sprachversionen eintragen. Tipp: Regelmäßig bei news.google.de nach „ist tot“, „gestorben“ oder „verstorben“ suchen.
Wenn eine Person gestorben ist, gibt es viele Seiten zu dieser Person in der Wikipedia, die davon auch betroffen sind und entsprechend aktualisiert werden müssen. Beispiele: Namenübersichtsseite, Geburtsjahr, Geburtsort-Seiten und viele mehr.
Wie finde ich die betroffenen Seiten?
Im Suchfeld auf der linken Seite gibt man den Suchbegriff so ein: „Vorname Nachname“. Dann klickt man auf Volltext und alle Seiten mit entsprechendem Suchtext werden aufgerufen. Hier sieht man dann schnell, wo auch das Todesjahr Sinn macht oder sogar ein Teil des Artikels angepasst werden muss. Auch hilft das „Werkzeug“ auf der linken Seite sehr gut, um solche Seiten aufzufinden: „Links auf diese Seite“. Somit ist die Wikipedia wieder aktuell in allen Bereichen! Hinweis: bei Eintragung der Kategorie „Gestorben JAHR“ wird der Missbrauchsfilter 49 ausgelöst, was jedoch nicht schlimm ist. Siehe: Spezial:Missbrauchsfilter/49
Dies ist eine Liste von im Jahr 1405 verstorbenen bekannten Persönlichkeiten. Die Einträge erfolgen innerhalb der einzelnen Daten alphabetisch sortiert. Tiere sind im Nekrolog für Tiere zu finden.

## Januar
| Tag        | Name                                       | Beruf, bekannt als | Alter | Beleg |
| ---------- | ------------------------------------------ | ------------------ | ----- | ----- |
| 10. Januar | Eleanor Maltravers, 2. Baroness Maltravers | englische Adlige   |       |       |

## Februar
| Tag         | Name  | Beruf, bekannt als                                                                         | Alter | Beleg |
| ----------- | ----- | ------------------------------------------------------------------------------------------ | ----- | ----- |
| 19. Februar | Timur | zentralasiatischer Eroberer und Gründer der Timuriden-Dynastie in Persien und Transoxanien | 68    |       |

## März
| Tag      | Name             | Beruf, bekannt als | Alter | Beleg |
| -------- | ---------------- | --- | ----- | ----- |
| 16. März | Margarete III.   | Gräfin von Flandern, Artois, Nevers, Rethel, Freigräfin von Burgund, Herzogin von Brabant und Limburg, Herzogin von Burgund |       |       |
| 26. März | Antonia Visconti | Gräfin von Württemberg |       |       |

## April
| Tag       | Name         | Beruf, bekannt als                   | Alter | Beleg |
| --------- | ------------ | ------------------------------------ | ----- | ----- |
| 28. April | Johann Brand | Ratsherr und Bürgermeister in Bremen |       |       |

## Mai
| Tag     | Name                 | Beruf, bekannt als                                | Alter | Beleg |
| ------- | -------------------- | ------------------------------------------------- | ----- | ----- |
| 2. Mai  | Philippe de Mézières | französischer Soldat, Diplomat und Schriftsteller |       |       |
| 14. Mai | Eckard von Dersch    | Bischof von Worms                                 |       |       |

## Juni
| Tag      | Name               | Beruf, bekannt als                                                        | Alter | Beleg |
| -------- | ------------------ | ------------------------------------------------------------------------- | ----- | ----- |
| 8. Juni  | Richard le Scrope  | englischer Kirchenfürst                                                   |       |       |
| 14. Juni | Johann von Posilge | preußischer Chronist des Mittelalters                                     |       |       |
| 17. Juni | Laurenz von Sal    | Vermittler in den Appenzellerkriegen und Schultheiss der Stadt Winterthur |       |       |
| 18. Juni | Francesco Carbone  | Kardinal der katholischen Kirche                                          |       |       |

## Juli
| Tag      | Name            | Beruf, bekannt als               | Alter | Beleg |
| -------- | --------------- | -------------------------------- | ----- | ----- |
| 26. Juli | Antonio Arcioni | Kardinal der katholischen Kirche |       |       |

## September
| Tag           | Name              | Beruf, bekannt als                | Alter | Beleg |
| ------------- | ----------------- | --------------------------------- | ----- | ----- |
| 22. September | Barnim VI.        | Herzog von Pommern-Wolgast-Demmin |       |       |
| 24. September | Prokop von Mähren | Markgraf von Mähren               |       |       |

## November
| Tag          | Name                                     | Beruf, bekannt als                             | Alter | Beleg |
| ------------ | ---------------------------------------- | ---------------------------------------------- | ----- | ----- |
| 11. November | Milica Hrebeljanović                     | Regentin von Serbien, Fürstin                  |       |       |
| November     | Kamal ad-Din Muhammad ibn Musa ad-Damiri | arabischer Naturhistoriker und Rechtsgelehrter |       |       |

## Dezember
| Tag         | Name                | Beruf, bekannt als  | Alter | Beleg |
| ----------- | ------------------- | ------------------- | ----- | ----- |
| 8. Dezember | Ilaria del Carretto | italienische Adlige |       |       |

## Datum unbekannt
| Tag | Name                 | Beruf, bekannt als                                                 | Alter | Beleg |
| --- | -------------------- | ------------------------------------------------------------------ | ----- | ----- |
|     | Dorje Lingpa         | Tertön                                                             |       |       |
|     | Jefimija             | serbische Nonne und Lyrikerin                                      |       |       |
|     | Johann III.          | Herzog von Auschwitz                                               |       |       |
|     | Berthold Kerkring    | Ratsherr der Hansestadt Lübeck                                     |       |       |
|     | Marie de Coucy       | Gräfin von Soissons, Baroness von Coucy, Herrin von Marle und Oisy |       |       |
|     | Rudolf I. von Walsee | österreichischer Landeshauptmann und Landmarschall                 |       |       |
|     | Ala’Addin at Tabrizi | arabischer Schachspieler                                           |       |       |
|     | Dietrich Tolke       | Bischof von Reval                                                  |       |       |